# ピエヴェボヴィリアーナ
ピエヴェボヴィリアーナ（伊: Pievebovigliana）は、イタリア共和国マルケ州マチェラータ県に存在した、人口約900人の基礎自治体（コムーネ）。
かつては独立したコムーネであったが、2017年1月1日にフィオルディモンテと合併してヴァルフォルナーチェの一部となった。

## 地理

### 位置・広がり
県都マチェラータから南西へ40kmの距離にある。

#### 隣接コムーネ
隣接するコムーネは以下の通り。
- カルダローラ
- カメリーノ
- チェッサパロンボ
- フィアストラ
- フィオルディモンテ
- ムッチャ
- ピエーヴェ・トリーナ

## 行政

### 分離集落
以下の分離集落（フラツィオーネ）がある。
- Colle San Benedetto, Fiano, Frontillo, Isola, Roccamaia, San Giusto, San Maroto